# 60 Dywizja Piechoty (Imperium Rosyjskie)
60 Dywizja Piechoty Imperium Rosyjskiego (ros. 60-я пех. дивизия) – rezerwowa dywizja piechoty Imperium Rosyjskiego, okresu działań zbrojnych I wojny światowej.
Powstała z 9 Dywizji Piechoty z Połtawy (10 Korpus Armijny, 3 Armia).

## Struktura organizacyjna
Lipiec 1914:
- dowództwo dywizji
- 237 Grajworoński pułk piechoty
- 238 Wetłużski pułk piechoty
- 239 Konstantynogradski pułk piechoty
- 240 Wawrski pułk piechoty